# 特維徹冰川
54°43′S 35°56′W / 54.717°S 35.933°W
特維徹冰川（英語：Twitcher Glacier），是南極洲的冰川，位於南喬治亞島東岸，流經薩爾韋森山脈，全長6公里，由英國南極名稱諮詢委員會命名，現時由英國海外領土管轄。